# Max Gossner
Max Gossner (ur. 25 sierpnia 1894, zm. 5 kwietnia 1973) – niemiecki as myśliwski z czasów I wojny światowej z 8 potwierdzonymi zwycięstwami powietrznymi, dowódca Jagstaffel 77, w czasie II wojny światowej komendant szkoły lotniczej w Guben.
Służbę rozpoczął 1 października 1913 roku w Königlich Bayerisches Infanterie-Leib-Regime. Od 8 marca 1915 roku został przydzielony do lotnictwa. Służył w Kest 31 od czerwca 1916 roku. 30 września 1916 roku został przeniesiony do bawarskiej eskadry myśliwskiej Jagstaffel 23. W jednostce odniósł dwa zwycięstwa powietrzne, pierwsze 18 lutego 1918 roku. 25 maja 1918 Grossner został przeniesiony do Jagstaffel 16, a 10 lipca mianowano go dowódcą Jagstaffel 77. Stanowisko to pełnił do końca wojny odnosząc kolejne 6 zwycięstw. Był dwukrotnie ranny. 
Po zakończeniu działań wojennych Grossner został zdemobilizowany, ukończył gimnazjum i studiował rolnictwo w Kolegium Rolnictwa Weihenstephan (od 1930 roku wydział rolnictwa Uniwersytetu w Monachium). W 1932 roku obronił pracę doktorską z rolnictwa.
Od 1934 roku został powołany do nowo utworzonego Luftwaffe. Po 1938 roku został komendantem szkoły lotniczej w Guben. Szkolił pilotów myśliwskich, także późniejsze asy myśliwskie. Po zakończeniu wojny od 1951 roku pracował w Radzie Ministrów Rolnictwa.

## Odznaczenia
- Krzyż Żelazny I Klasy
- Krzyż Żelazny II Klasy